# تشارلز نيلسون سكينر
تشارلز نيلسون سكينر هو محامي وسياسي كندي، ولد في 12 مارس 1833 في سانت جون في كندا، وتوفي في 22 سبتمبر 1910. حزبياً، نشط في الحزب الليبرالي الكندي. وقد انتخب عضو مجلس العموم الكندي.